# Lucho Barrios
Luis Barrios Rojas, allgemein bekannt geworden als Lucho Barrios (* 22. April 1935 in Callao, Peru; † 5. Mai 2010 in Lima), war ein peruanischer Musiker und Sänger.
Lucho Barrios wurde in den 1960er-Jahren mit Boleros wie „Miniña bonita“ bekannt und Publikumsliebling in Peru und Chile. 2002 erhielt er den chilenischen Verdienstorden. In der Presse wurde er als „König des Bolero“ und „König der Tränendrüse“ bezeichnet.